# Білий птах в заметілі (фільм, 2014)
«Білий птах в заметілі» (англ. White Bird in a Blizzard) — американський трилер, драма 2014 року, режисера, продюсера і сценариста Грегга Аракі. Прем'єра стрічки відбулася 20 січня 2014 року на кінофестивалі «Санденс».

## Сюжет
Кет Конор (Шейлін Вудлі) — сімнадцятирічна старшокласниця, яка живе звичайним життям підлітка: ходить в школу, захоплюється старшими хлопцями, проводить час з друзями і переживає безліч різних почуттів та емоцій. У неї абсолютно нормальні стосунки з батьком (Крістофер Мелоні), а от з мамою Ів (Ева Грін) вони абсолютно не складаються, особливо після того, як Кет завела роман з сусідським хлопцем (Шайло Фернандес). Одного разу жінка вирушила за покупками, після чого вона так і не повернулася додому. Стурбований батько не знаходить собі місця, поступово розуміючи, що його дружина зникла. Разом з донькою він розпочинає пошуки дружини, розклеюючи листівки і перевіряючи всі відомості про її останнє місце знаходження. З цього моменту життя Кет перетворюється на жахливий хаос, і їй починає здаватися, що все це ніколи не закінчиться…

## У ролях
- Шейлін Вудлі — Кетріна (Кет) Коннорс
- Ева Грін — Ів Коннорс
- Крістофер Мелоні — Брок Коннорс
- Шайло Фернандес — Філ
- Габурі Сідібе — Бет
- Томас Джейн — детектив Сайзішез
- Анджела Басет — лікар Талер
- Марк Інделікато — Мікі
- Шеріл Лі — Мей
- Джейкоб Артіст — Олівер
- Дейл Діккі — міс Гілман

## Сприйняття
Фильм отримав переважно нейтральні оцінки критиків. Рейтинг «Білого птаха в заметілі» на сайті Rotten Tomatoes становить 55% . Metacritic дає стрічці 51 балів зі 100 .